# René Potier (évêque de Beauvais)
René Potier, né en 1574 et mort le 4 octobre 1616 à Beauvais, est un prélat français.

## Biographie
Fils d'un président au Parlement de Paris, il est Grand aumônier d'Anne d'Autriche.
Il est abbé commendataire de l'abbaye cistercienne du Relecq de 1596 à 1600.
Il est évêque-comte de Beauvais de 1596 à 1616 et pair de France. Nommé en 1595, il ne put prendre possession de son évêché que trois ans plus tard. Il ne résida pas à Beauvais, les affaires de l'État le retenant constamment à Paris. Il s'installe enfin à Beauvais en 1616 mais meurt peu de mois après.